# Pterogorgia setacea
Pterogorgia setacea är en korallart som beskrevs av Peter Simon Pallas 1766. Pterogorgia setacea ingår i släktet Pterogorgia och familjen Gorgoniidae. Inga underarter finns listade i Catalogue of Life.